# Potamogale velox
El tenrec nutria gigante, musaraña nutria o musaraña acuática gigante (Potamogale velox) es una especie de mamífero afrosorícido, anteriormente se la incluía en la familia Tenrecidae, pero actualmente se incluye en una Familia aparte, Potamogalidae, junto al Género Micropotamogale. Es la única especie de su género y no se reconocen subespecies.

## Morfología

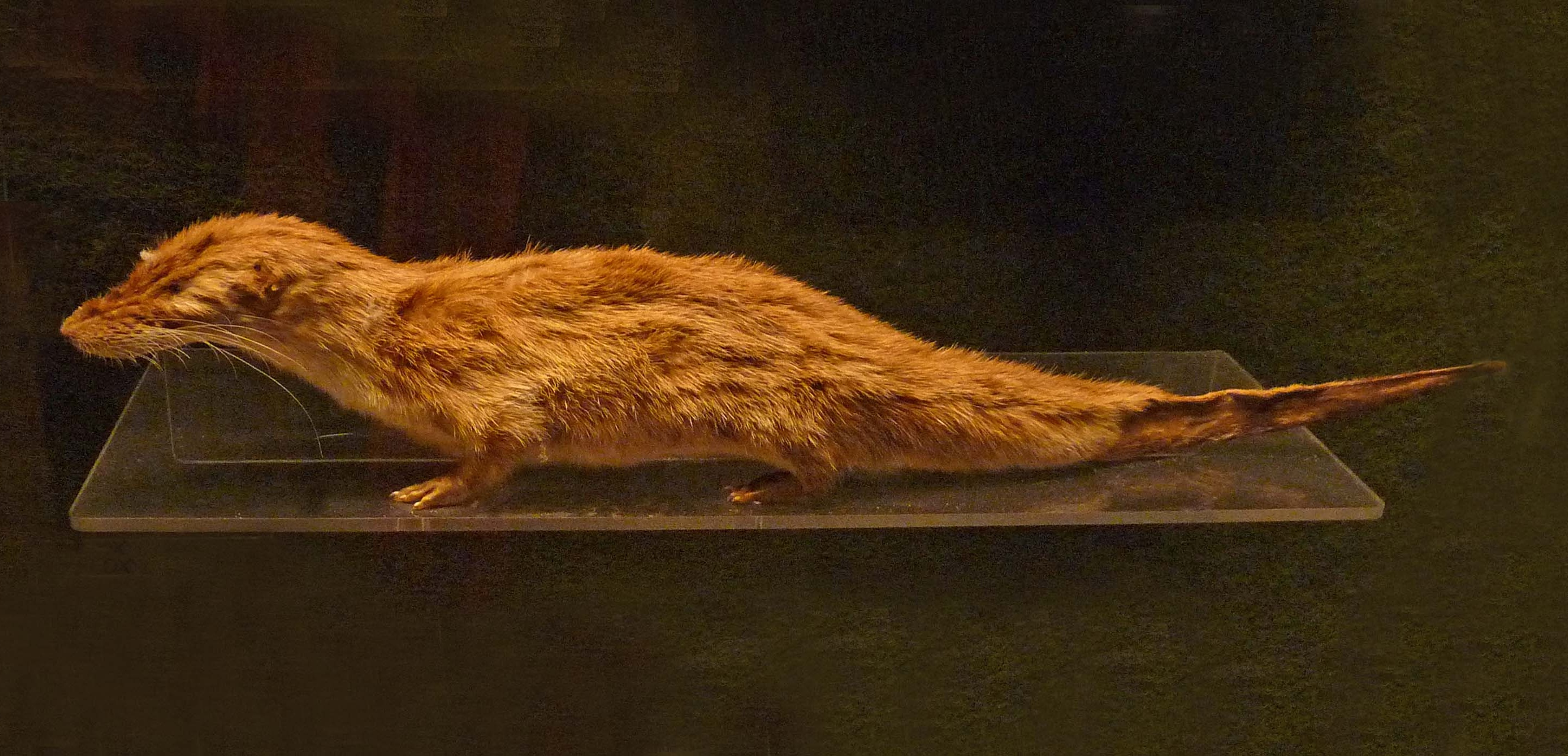
Ejemplar disecado en el Museo Zoológico de Estrasburgo.

La musaraña nutria está perfectamente adaptada a la vida acuática y su aspecto recuerda al de la nutria. Tiene la cabeza y el cuerpo largos y estrechos, miembros cortos, orejas y ojos pequeños, la cola larga y aplanada de lado a lado, pues a diferencia de la mayoría de mamíferos acuáticos, nadan moviendo la cola de lado a lado, y no de arriba abajo. Y poseen largas vibrisas táctiles en la zona del hocico. No tiene ni los pies ni las manos palmeados, pero tiene, en los pies, dos dedos sindáctilos que utiliza para acicalarse.
Alcanza una longitud de entre 290 y 350 mm, más entre 245 y 290 mm de la cola y llega a pesar alrededor de un kilogramo. Su denso pelaje es de color castaño oscuro por encima y blanquecino en garganta y vientre.
Las hembras tienen un único par de pezones inguinales.
Su fórmula dentaria es la siguiente: {\displaystyle {\frac {3.1.3.3}{3.1.3.3}}}

## Distribución y hábitat
Se encuentra en torrentes de montaña, lagunas de selvas y ríos de corrientes lentas de las tierras bajas.
Está ampliamente distribuida por toda África ecuatorial occidental. Su área de distribución comprende el sureste de Nigeria, Camerún, Gabón, República Centroafricana, República del Congo, República Democrática del Congo, hasta el norte de Angola y Zambia, con una pequeña población aislada localizada entre Uganda y Kenia.

## Comportamiento
Es un animal de hábitos solitarios y territorial. Pasa el día en su madriguera, cuya entrada se encuentra a ras del agua, habitualmente bajo un árbol. Es un depredador nocturno que utiliza para cazar, fundamentalmente, el tacto y el olfato. Se alimenta principalmente de cangrejos, peces, insectos acuáticos y ocasionalmente ranas.

### Reproducción
La época de cría tiene lugar en la estación lluviosa, en la que los machos se desplazan largas distancias en busca de pareja. Las hembras examinadas desarrollaban, por lo general, dos crías por camada.